# Kursbuch (Deutschland)
Dieser Artikel beschreibt die Kursbücher der Schienenverkehrsunternehmen in Deutschland.

## Normen
Der Internationale Eisenbahnverband UIC gab seit 1952 eine Empfehlung über die Gestaltung von Kursbüchern heraus. Die 6. und letzte Ausgabe dieses UIC-Merkblattes 411 Gestaltung, Inhalt und Aufbau der Kursbücher galt von 1978 bis 1. November 2002 und wurde danach ersatzlos gestrichen.
Das Deutsche Institut für Normung gab mit der Norm DIN 66359:1997-11-00 Informationen im öffentlichen Personenverkehr – Fahrplanbücher – Inhalt, Gliederung und Gestaltung 1997 und der gleichnamigen Nachfolgenorm 66359:1999-05 zwei Jahre später ebenso eine Empfehlung für Kursbücher heraus.

## Entwicklung

### Geschichte des Kursbuchwesens in Deutschland
Schon in der Zeit, als es noch keine Eisenbahnen gab, sind Reisehandbücher erschienen, die man als Vorläufer der späteren Kursbücher betrachten kann. Als dann in der Mitte des 19. Jahrhunderts immer mehr Eisenbahnlinien eröffnet wurden und immer mehr Menschen Reisen mit dem neuen Verkehrsmittel unternahmen, war es deren verständlicher Wunsch, zuverlässige Informationen über Streckenführung, Fahrzeiten und Tarife der Eisenbahnen und der sie ergänzenden Postkutschenverbindungen zu erhalten.
Als erstes Kursbuch in Deutschland unterrichtete darüber im Jahre 1845 ein Handbuch, das in Frankfurt am Main von dem Fürstlich Thurn und Taxischen Oberpostamts-Sekretär Hendschel herausgegeben wurde. Unter der Bezeichnung Telegraph für Post- Eisenbahn- und Dampfschiffverbindungen in Deutschland und den angrenzenden Ländern erschien es ab 1847 sogar monatlich. Es entwickelte sich mit dem Stormschen Kursbuch fürs Reich zur weitverbreiteten Informationsquelle, die erst Anfang der 1930er Jahre ihr Erscheinen einstellte.
Die Bücher sind als Nachdruck im einschlägigen Handel erhältlich.

### Reichs-Kursbuch und Deutsches Kursbuch

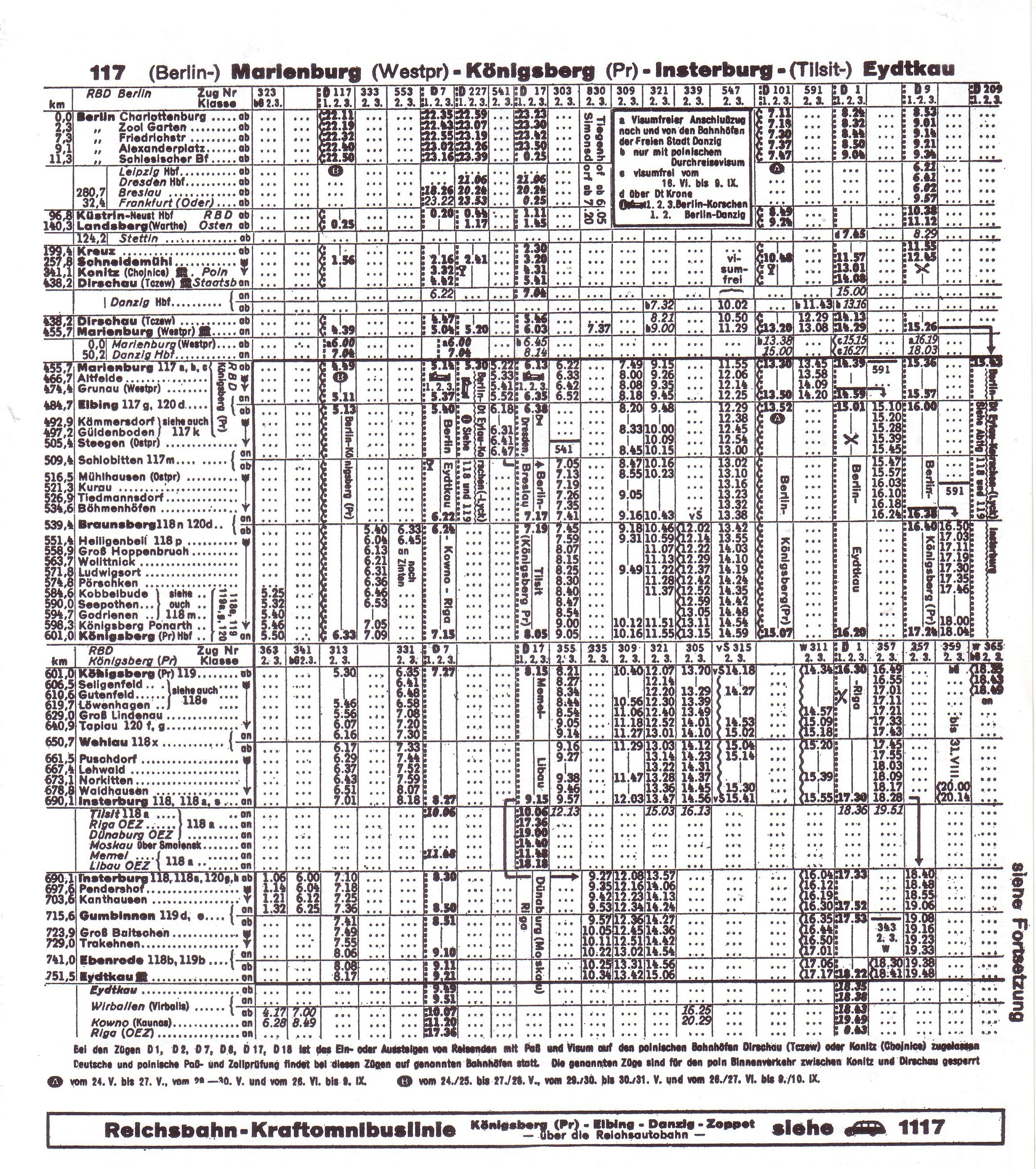
Kursbuchtabelle aus dem Deutschen Kursbuch 1939 (Strecke 117, Berlin-Eydtkau)

Reichskursbuch Kleine Ausgabe (ohne Ausland) Nr. 2 vom 2. November 1942

Nun beherrschten allein die amtlichen Kursbücher den Markt, deren erstes 1850 erschienen war. Dieses stellte eine Zusammenfassung der Eisenbahnfahrpläne im Deutschen Bund und den Nachbarländern dar, aber auch von Postkursen und Schiffsverbindungen, teilweise auch nach Übersee. Herausgeber war das Cours-Bureau des Königlichen General-Post-Amts. Es wurde ab 1878 von der Kursbuchstelle des Reichspostamts zusammengestellt und ab 1881 als Reichs-Kursbuch bezeichnet. Erst 1926 trat die Deutsche Reichsbahn als Mitherausgeber auf.
Die staatlichen und privaten Eisenbahnunternehmungen hatten auch vorher schon Taschenfahrpläne und Kursbücher veröffentlicht, allerdings immer nur für einen begrenzten Bereich. Bevor eine Gesamtausgabe für Deutschland realisiert wurde, erschienen ab 15. Mai 1927 ergänzend zu den regionalen Taschenfahrplänen fünf amtliche Reichsbahnkursbücher jeweils für Ost-, Mittel-, West- und Südwestdeutschland sowie Bayern. Erst für den Fahrplan des Jahres 1933 gab die Deutsche Reichsbahn als Zusammenfassung das Amtliche Kursbuch für das Reich heraus. Schöpfer dieses ersten reichseinheitlichen Kursbuchs war Alfred Baumgarten. Dieses nannte sich ab 1936 Deutsches Kursbuch – Gesamtausgabe der Reichsbahn-Kursbücher und erschien bis 1944 in Konkurrenz zum Reichs-Kursbuch, wobei die Deutsche Reichsbahn ihre Mitarbeiter drängte, den Vertrieb des eigenen Produkts zu fördern. Die letzte Ausgabe enthält den Hinweis: „Gilt vom 3. Juli 1944 an bis auf weiteres“.
Beide amtlichen Publikationen enthielten auch die Fahrpläne der Privat- und Kleinbahnen, das Reichskursbuch auch die der über die Stadtgrenzen hinausgehenden Straßenbahnlinien; bei sehr häufig verkehrenden Verbindungen wurde oft nur die Strecke angegeben, nicht aber alle Fahrzeiten. Allerdings war die Einteilung, Nummerierung und Gestaltung der Fahrplantabellen in beiden Kursbüchern völlig unterschiedlich. Das Amtliche bzw. Deutsche Kursbuch ähnelte seit 1933 schon weitgehend den heutigen DB-Kursbüchern.
Das Reichs-Kursbuch enthielt auch einen Abschnitt über die Omnibuslinien der Post und anderer Unternehmungen, hingegen das Deutsche Kursbuch nur die – damals noch wenigen – Reichsbahn-Omnibuslinien. Daneben gab das Reichspostzentralamt auch noch ein Kraftpost-Kursbuch für das gesamte Reichsgebiet heraus, in dem aber auch die Reichsbahnbusse zu finden waren. Ferner gab es eine große Zahl von Taschenfahrplänen der einzelnen Reichsbahn- und Reichspost-Direktionen sowie von privaten Verlagen, vor allem von Tageszeitungen für ihren Einzugsbereich. Die Mitropa gab ebenfalls ein Kursbuch heraus, das allerdings nur die Fernverbindungen enthielt.
Beigelegt war den Kursbüchern zumeist ein separates Kurswagenverzeichnis, aus dem der Laufweg einzelner Reisezugwagen ersichtlich war, die an Knotenbahnhöfen auf andere Züge umgestellt wurden. Später wurde ein Zug- und Wagenverzeichnis in das Kursbuch integriert, das den Laufweg aller Züge darstellte. Auch ein Auslandkursbuch mit den wichtigsten Strecken der Nachbarbahnen war separat erhältlich.
Die Kursbücher der letzten 150 Jahre liefern der Wissenschaft wichtige Kenntnisse nicht nur über die damalige Ausgestaltung der Verkehrsverbindungen, sondern auch über die Entwicklung von Wirtschaft und Tourismus in allen Teilen Deutschlands sowie zur allgemeinen Geschichte nicht nur im Lokalbereich. Die Originale sind, trotz ihrer großen Auflage, nur in wenigen Exemplaren erhalten geblieben, da sie meist nach Ablauf der Gültigkeit entsorgt wurden. Daher sind zahlreiche Ausgaben unterschiedlicher Kursbücher in den letzten Jahren nachgedruckt oder digitalisiert worden und stehen dem interessierten Leser zur Verfügung.

### Kursbücher der deutschen Bahnen seit 1945

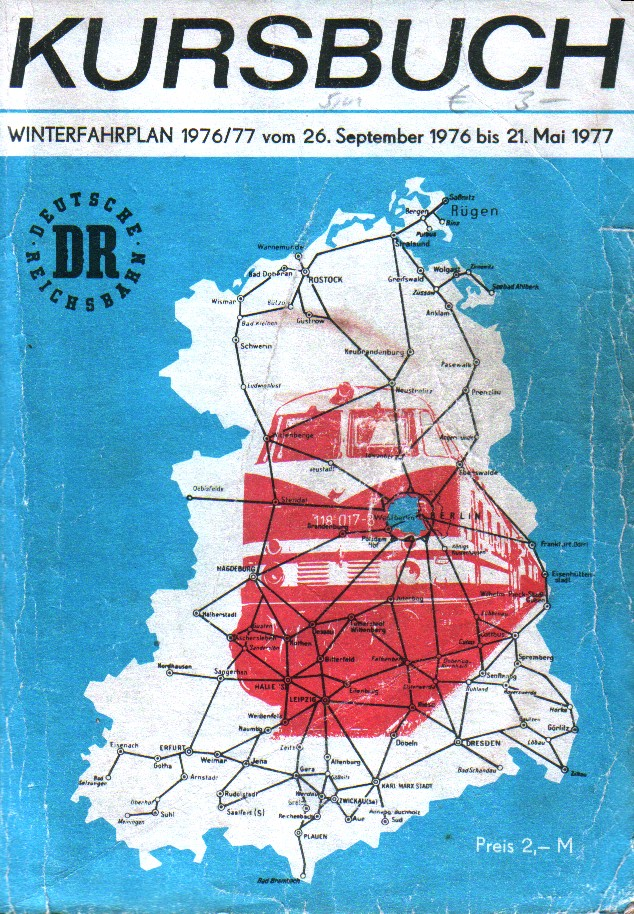
Kursbuch der DR, Winter 1976

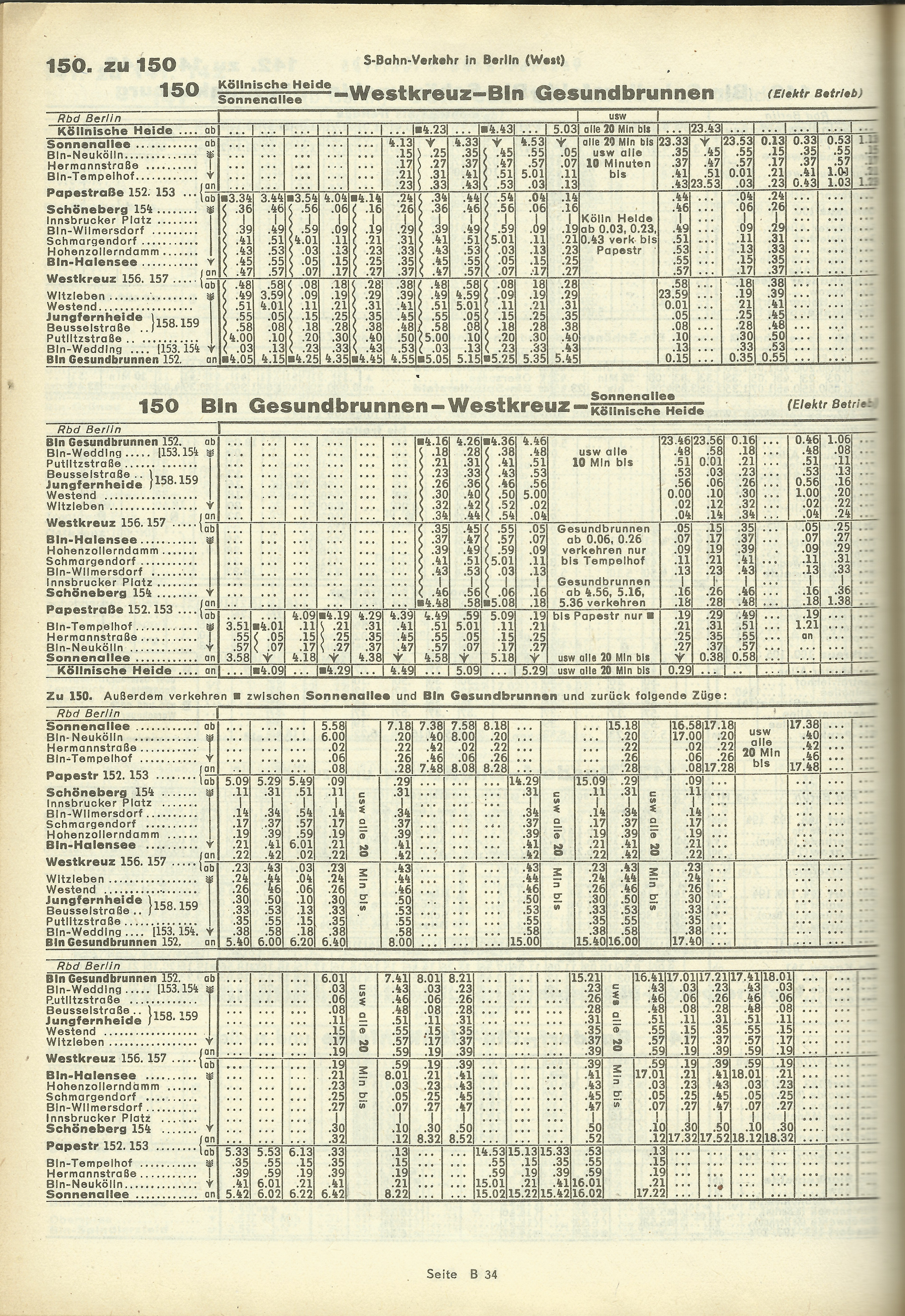
Kursbuchtabelle 150 der West-Berliner Ringbahn im DR-Kursbuch Winter 1976 in Bleisatz

Seit 1945 gaben die Deutsche Reichsbahn (DR) und die Deutsche Bundesbahn (DB) für ihre Bereiche Kursbücher heraus. Die Deutsche Reichsbahn nutzte das Nummernsystem des Deutschen Kursbuches bis 1968 weiter. Ab dem Sommerfahrplan 1968 wurde ein neu entwickeltes Nummernsystem verwendet. Die Hauptstrecken von und nach Berlin erhielten dabei die Hunderterstellen. Zwei Ausnahmen waren die Kursbuchstrecken 100 (Berlin Friedrichstraße–Strausberg Nord der S-Bahn Berlin) und 500 (Linie A der S-Bahn Leipzig). Hauptstrecken mit schnellfahrendem Reiseverkehr erhielten nach Möglichkeit volle Zehnerstellen. In zwei Fällen (Strecken Langenstein–Derenburg, 717a, und Damme–Schönermark, 925a) konnte auf Buchstabenzusätze nicht verzichtet werden.
Die Deutsche Reichsbahn gab halbjährlich neben Taschenfahrplänen der einzelnen Direktionsbezirke für 50 Pfennige das Binnenverkehrskursbuch für 2 Mark, das Kursbuch internationaler Verkehr für 1,50 Mark und die Gesamtausgabe für 3,50 Mark heraus. Zusätzlich erschien ein Taschenfahrplan mit internationalen Verbindungen Richtung Polen und Tschechoslowakei für 50 Pfennige. Das Kursbuch internationaler Verkehr enthielt bis 1981 neben den Tabellen in die Nachbarländer, geordnet nach Staaten und Grenzübergängen, Binnenfernverbindungen in vielen europäischen Ländern. Ab 1982 wurden die Tabellen für den Verkehr mit den Nachbarländern deutlich ausgebaut und damit übersichtlicher gestaltet. Damit entfielen jedoch die Binnenverkehrsverbindungen in Westeuropa.
Es ist anzumerken, dass die Fahrplantabellen der West-Berliner S-Bahn bis 1984 von der DR herausgegeben wurden, da die Eisenbahnen in Gesamt-Berlin – obwohl im Westen der Stadt nicht zur DDR gehörend – von der DR betrieben wurden. Sie erhielten die Nummerngruppe 150 bis 159. Ab 1984 wurden in einer besonderen, nummernlosen Tabelle nur noch die Abfahrts- und Ankunftszeiten der S-Bahn-Züge im Bahnhof Berlin Friedrichstraße von und nach Lehrter Stadtbf angegeben.
Die Deutsche Bundesbahn führte zum Sommerfahrplan (28. Mai) 1972 ein neues Nummernsystem ein. Die bisher aus dreistelliger Zahl (für Hauptstrecken) und dreistelliger Zahl und einem Kleinbuchstaben (für Nebenstrecken) bestehenden Nummer wurden in beiden Systemen durch dreistellige Nummern abgelöst. S-Bahn-Tabellen erhielten bei der DB eine dreistellige Zahl, der mit einem Punkt die S-Bahn-Linie angehängt wird (990.1). Bei der Deutschen Reichsbahn wurde von 1983/84 bis 1989/90 statt der bisher üblichen Ausgaben für Sommer- und Winterfahrplan nur noch jährlich ein Kursbuch mit dem Fahrplan für ein Jahr herausgegeben.

Erstes gemeinsames Kursbuch DB/DR 1991/1992

Nach der Deutschen Wiedervereinigung erschien für den Zeitraum Juni 1991 bis Mai 1992 erstmals ein gemeinsames Kursbuch DB/DR, das mit 55 mm Stärke ein nahezu unhandliches Format erreichte. Ein Jahr später wurde ein neues, gesamtdeutsches Nummernsystem entwickelt. Bis zum Sommerfahrplan 1999 erschien das gesamtdeutsche Kursbuch in einem einzigen Band. Das Kursbuch des Winterfahrplans 1999/2000 wurde in drei handlicheren Einzelheften verkauft.
Bis einschließlich 2008 gab die Deutsche Bahn das für ein Fahrplanjahr gültige Kursbuch in Einzelausgaben heraus; insgesamt erschien es zuletzt in acht Heften, welche mit den Buchstaben A bis H bezeichnet wurden. Dabei beinhalteten die Ausgabe A die Fernverkehrslinien sowie Nachtzüge in Deutschland und ins benachbarte Ausland, die Ausgaben B bis H nach Regionen geordnet den Nahverkehr und lokalen Fernverkehr in Deutschland. Daneben waren in allen Ausgaben einzelne Schiffslinien, Bergbahnen und Museums- bzw. Nostalgiebahnen verzeichnet. Größere Fahrplanänderungen wurden in Form von Ergänzungen veröffentlicht.
Die Frage, inwieweit das Kursbuch und die übrigen veröffentlichten Fahrplaninformationen der Deutschen Bahn im Sinne der Essential-Facilities-Doktrin eine monopolartige Eisenbahninfrastruktur darstellen, zu der Wettbewerbern Zugang zu gewähren ist, war Gegenstand verschiedener Rechtsstreitigkeiten.

### Ablösung des gedruckten Gesamtkursbuches der DB AG / Neue Kursbuchausgaben

#### Kursbücher in Papierform

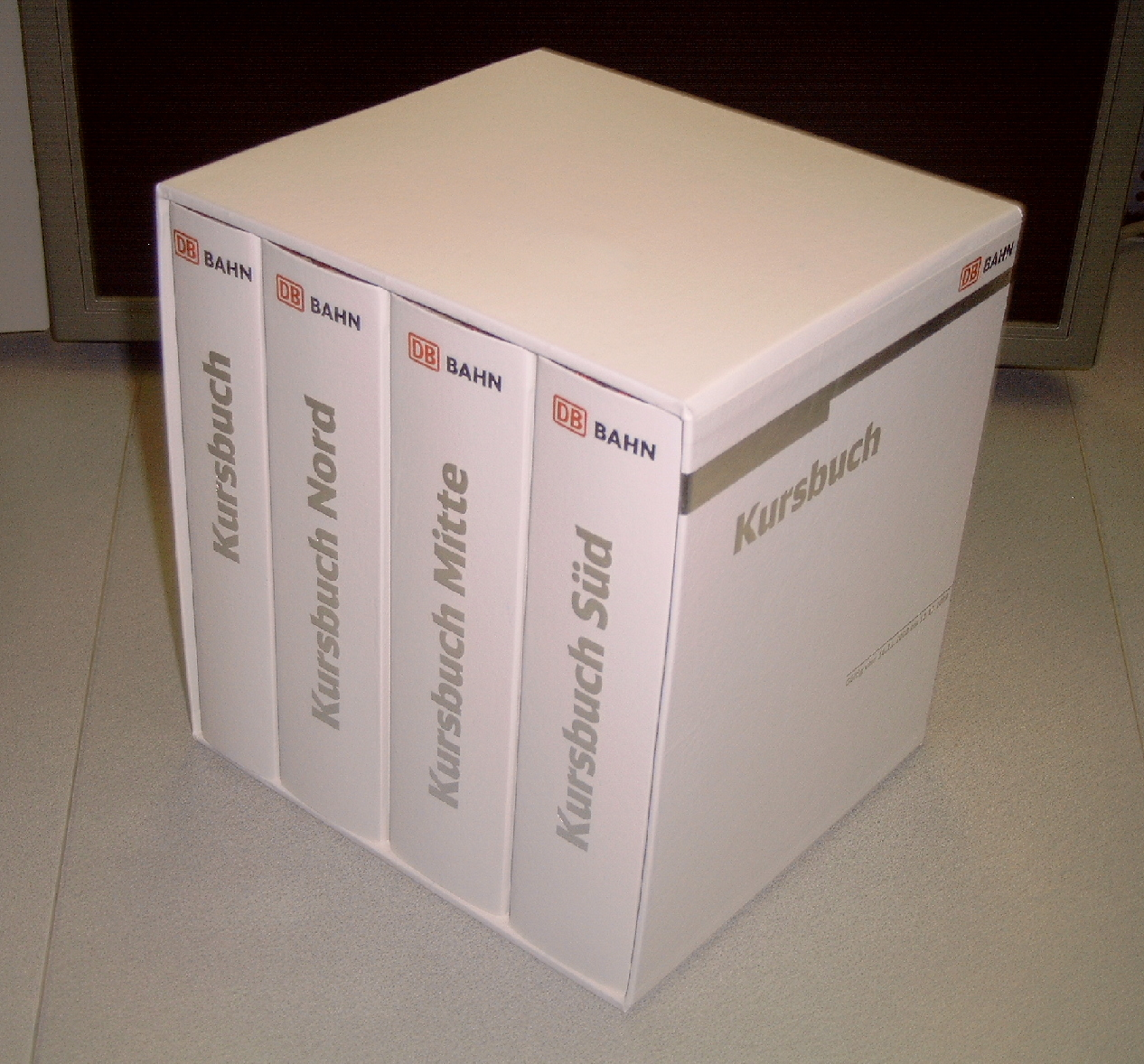
Letzte gedruckte Ausgabe, im Schuber mit dreiseitigem Silberschnitt

Die Auflage des Gesamtkursbuches ging mit den Jahren stetig zurück. So betrug sie 2003 noch 53.000, 2005 noch 35.000 und 2007 schließlich 20.000. Mit diesen Zahlen begründete die DB AG zum Ablauf der Fahrplanperiode 2008 die Einstellung der Herausgabe gedruckter Kursbücher. Inzwischen werden gedruckte Kursbücher von Konkurrenten der DB AG oder anderen Organisationen herausgegeben, wobei die heutige Auflagenhöhe dieser Kursbücher oft über der der ehemaligen entsprechenden Regionalausgaben der DB AG liegt. Letztmals wurde das Kursbuch Gesamtausgabe in vier Bänden als „Luxusausgabe“ zum Preis von 99,00 Euro herausgegeben. Dies musste jedoch bereits bis zum 31. August 2008 vorbestellt werden. Einzig die Regionalausgabe Baden-Württemberg erschien noch ein weiteres Fahrplanjahr aufgrund eines geltenden Verkehrsvertrages, bevor die Herausgabe ab Dezember 2009 an die landeseigene NVBW überging.
2009 erschienen von der DB AG selbst herausgegeben noch die Kursbücher Europa Sommer und Winter, die Hefte Abfahrt/Ankunft Deutschland, das Regionalkursbuch Baden-Württemberg, die Übersichtskarte Personenverkehr und die CD-ROM DB-Reiseservice, die auch das Elektronische Kursbuch als Gesamtausgabe beinhaltet. Im Internet werden die Kursbuchtabellen weiterhin veröffentlicht. Seit dem Fahrplanjahr 2011/2012 fehlen auch in der elektronischen Version die Fernverkehrs- und Auslandstabellen sowie das Zugverzeichnis. Die Übersichtskarte für den Personenverkehr (Liniennetzplan) kann nicht heruntergeladen bzw. gespeichert werden. Die von der DB AG zum Kauf angebotenen CD-ROMs enthalten keine Kursbuchtabellen mehr, sondern lediglich „Fahrplaninformationen“ (die Herausgabe der „DB-Fahrplaninformationen“ als Download und auf CD wurde zum 14. Dezember 2014 eingestellt).
Eine Übersicht zu den aktuell von der DB herausgegebenen Fahrplanmedien enthält die Website der Bahn.
Daneben wurden als Ersatz jedoch von mehreren Organisationen Kursbücher bzw. kursbuchähnliche Fahrplanhefte herausgegeben. So veröffentlichte die Bayerische Eisenbahngesellschaft gemeinsam mit dem Landesverband von Pro Bahn ein auf den Daten der DB AG basierendes „Bayerisches Kursbuch 2009“ mit einer Auflage von 10.500 Stück anstelle des bayerischen Regionalkursbuches H. Dies entspricht in etwa der Einzelauflage dieser Regionalausgabe von 2007. Die Auflage ging mit den Jahren leicht zurück. Für den ab 11. Dezember 2011 geltenden Fahrplan wurden 6500 Stück gedruckt. Das Kursbuch für Baden-Württemberg (3-Löwen-Kursbuch) wird für das Fahrplanjahr 2015 mit einer Auflage von 7000 Exemplaren gedruckt. Spitzenreiter ist das Kursbuch für Sachsen-Anhalt (Fahrplan Sachsen-Anhalt), das im Fahrplanjahr 2015 mit einer Auflage von 30.000 Stück gedruckt wurde und kostenlos verteilt wird.

### Gedruckte Kursbuchausgaben im Fahrplanjahr 2018/2019
1. Baden-Württemberg: bwegt-Kursbuch Baden-Württemberg (bis 2017: Drei-Löwen-Kursbuch) mit allen Fahrplantabellen der DB im Land, angrenzenden Strecken in der Schweiz und in Österreich (dem SBB- und ÖBB-Kursbuch entnommen). Die Nachtzugtabellen ÖBB Nightjet sind separat aufgeführt. Die im vergangenen Jahr neu aufgenommenen zwei Fernverkehrstabellen (München/Frankfurt – Berlin), die gemeinsam mit den übrigen Tabellen mit Fernverkehrsangebot eine gute Übersicht der wichtigsten Verbindungen über die Landesgrenzen hinweg in Richtung Mitteldeutschland gaben, sind nicht mehr enthalten. Neu hinzugekommen ist allerdings die KBS 472 (Frankfurt-Köln über Schnellfahrstrecke). Das Bayern-Kursbuch enthält die beiden Fv-Tabellen. Verschiedene Tabellen enthalten bereits Informationen zu den geplanten Betreiberwechseln während des laufenden Fahrplanjahres. Die Bergbahntabellen sind auf Wunsch der Betreiber nicht mehr Bestandteil des Kursbuches. Im Gegensatz zum Elektronischen Kursbuch der DB sind die Schiffstabellen jedoch im Druckwerk enthalten. Dem Kursbuch liegt die neue Übersichtskarte Personenverkehr Deutschland mit den Kursbuchstreckennummern der DB bei, die auf der Rückseite die Karte Verkehrsverbünde Deutschland zeigt.[23] Die „Regio-Buslinien“, die durch das Land gefördert als Ergänzung zum Schienennetz abseits der Bahn im Stundentakt angeboten werden, finden sich am Ende des Werkes. Das Kursbuch ist für 12,00 Euro am Bahnhof oder über den Buchhandel[24] zu beziehen.
2. Bayern: Bayern-Kursbuch mit allen Fahrplantabellen der DB im Land und angrenzenden Strecken in Österreich und der Tschechischen Republik (dem ÖBB- und ČD-Kursbuch entnommen). Die beiden Fernverkehrstabellen Fv1 und Fv2 mit den Verkehren zwischen München/Frankfurt und Berlin finden sich vor den Regionaltabellen. Die Schiffahrstabellen und die Fahrpläne der Bayerischen Zugspitzbahn sind in diesem gedruckten Kursbuch ebenfalls veröffentlicht. Das Kursbuch ist für 9,90 Euro an Bahnhöfen und über die Website der BEG[25] zu erwerben. Zum Fahrplanwechsel im Juni erscheint ein „Ergänzungsband“, der die bis dahin angefallenen Fahrplanänderungen enthält (kann über die Website[25] oder eine dem Kursbuch beiliegende Antwortpostkarte kostenlos bestellt werden). Dem Kursbuch liegt die neue Übersichtskarte Personenverkehr Deutschland mit den Kursbuchstreckennummern der DB bei, die auf der Rückseite die Karte Verkehrsverbünde Deutschland zeigt.[23]
3. Sachsen-Anhalt: Letztmals erscheint das Kursbuch Fahrpläne Sachsen-Anhalt mit allen Fahrplantabellen der DB im Land, den Abfahrtsplänen großer Bahnhöfe und den Regionalbuslinien im Landesnetz. Das Kursbuch kann kostenlos im Internet bestellt werden.[26]
4. Thüringen: Fahrplanbuch Thüringen[27] mit allen Fahrplantabellen der DB im Land. Seit Juni 2012 ist nicht mehr die DB selber, sondern die landeseigene Nahverkehrsgesellschaft Herausgeber des Kursbuches. Es erschien anfangs noch als Sommer- und Winterfahrplanausgabe – aktuell wird es als Jahresausgabe publiziert.
5. Nordrhein-Westfalen: NRW-Fahrplanbuch mit gesondert hergestellten Fahrplantabellen, die sich von den DB-Tabellen unterscheiden und keine Zugnummern enthalten. Der Fernverkehr ist in diesem Fahrplanbuch gesondert aufgeführt. Der Fahrplan ist für 2,00 Euro erhältlich.[28]
6. Schleswig-Holstein: Fahrpläne Schleswig-Holstein enthält dem Kursbuch der DB ähnliche Tabellen für das Bundesland. Diese Ausgabe ist nur in Schleswig-Holstein erhältlich.
7. Hessen: Seit 2014 gibt es für das Bundesland Hessen wieder ein Fahrplanbuch, das alle Schienenverbindungen enthält und bei der Tabellengestaltung den meisten Verbundfahrplänen ähnelt (Linienbezeichnungen anstelle von Kursbuchstreckennummern, Zuggattungen ohne Zugnummern, Fernverkehr in den Regionaltabellen aufgeführt). Dem Fahrplanbuch beigefügt ist die Freizeitkarte Hessen mit lohnenden Ausflugszielen und einer Streckenkarte. Das Fahrplanbuch kann über den RMV bezogen werden.[29]
8. Daneben erscheinen in den drei deutschen Stadtstaaten Berlin (VBB), Hamburg (HVV) und Bremen (VBN) jeweils Fahrplanhefte von Verkehrsverbünden, die jeweils das ganze Bundesland erfassen.

#### Kursbücher in elektronischer Form
Während der Fernverkehr der Deutschen Bahn vollständig auf die elektronische Fahrplanauskunft setzt, wird für den Regionalverkehr das Kursbuch weiterhin publiziert, allerdings nur noch in elektronisch abrufbarer Form. Das Layout entspricht dabei dem des vorherigen Papierkursbuches, allerdings sind in einigen Tabellen tatsächlich nur noch Züge des Regional- und Nahverkehrs verzeichnet, auch wenn parallel Fernverkehrszüge verkehren.

### Nummerierung
Die Verkehrslinien sind in so genannte Kursbuchstrecken-Nummern (Kursbuchstrecke, kurz: KBS) aufgeteilt, zum Beispiel Kursbuchstrecke 440 für die Ruhr-Sieg-Strecke.
Aktuell werden im elektronischen Kursbuch der DB AG drei- bis fünfstellige Nummern vergeben. Fernverkehrslinien erhielten bis zum Fahrplanwechsel 2011 zweistellige Nummern, ebenso Nachtzug- und Urlaubslinien, welchen jedoch ein N bzw. F vorangestellt war. Diese Tabellen werden seit 2011 nicht mehr im eKB veröffentlicht. Die regionalen Tabellen mit dem Gesamtverkehr auf einer Strecke (teilweise fehlt leider der Fernverkehr) werden mit einer dreistelligen Nummer bezeichnet. Anhand der führenden Ziffer ist die Region zu erkennen, in der sich die Strecke befindet. So befinden sich die Strecken mit den Nummern 5xx in Südostdeutschland.
Bestimmte Strecken werden durch eine angefügte Zahl hinter einem Punkt in Teilstrecken unterteilt. Dies können einzelne S-Bahnlinien (z. B. 999.1 für die S-Bahnlinie 1 in München), ausländische Teilstrecke (z. B. 730.4 für die Strecke Waldshut – Koblenz – Winterthur/Baden (– Zürich)) oder früher auch für einzelne Fernverkehrslinien (z. B. 13.1 bzw. 13.2 für die beiden Fernverkehrslinien zwischen Köln und Frankfurt (Main), welche über die Schnellfahrstrecke bzw. durch das Rheintal verlaufen) sein. Die zwischen Hannover und Celle fahrenden Linien 6 und 7 der S-Bahn Hannover werden als Ausnahme dieser Regel, aufgrund des sehr ähnlichen Laufwegs, in einer Kursbuchtabelle mit der Nummer 360.6.7 zusammengefasst.
Schifffahrtslinien, Bergbahnen und Museums- bzw. Nostalgiebahnen werden mit einer fünfstelligen Nummer bezeichnet. Diese beginnen mit einer 10 (Schifffahrtslinien), 11 (Bergbahnen, die aber nicht mehr im Kursbuch veröffentlicht werden) oder einer 12 (Museumsbahnen).

### Bahnbuskursbuch

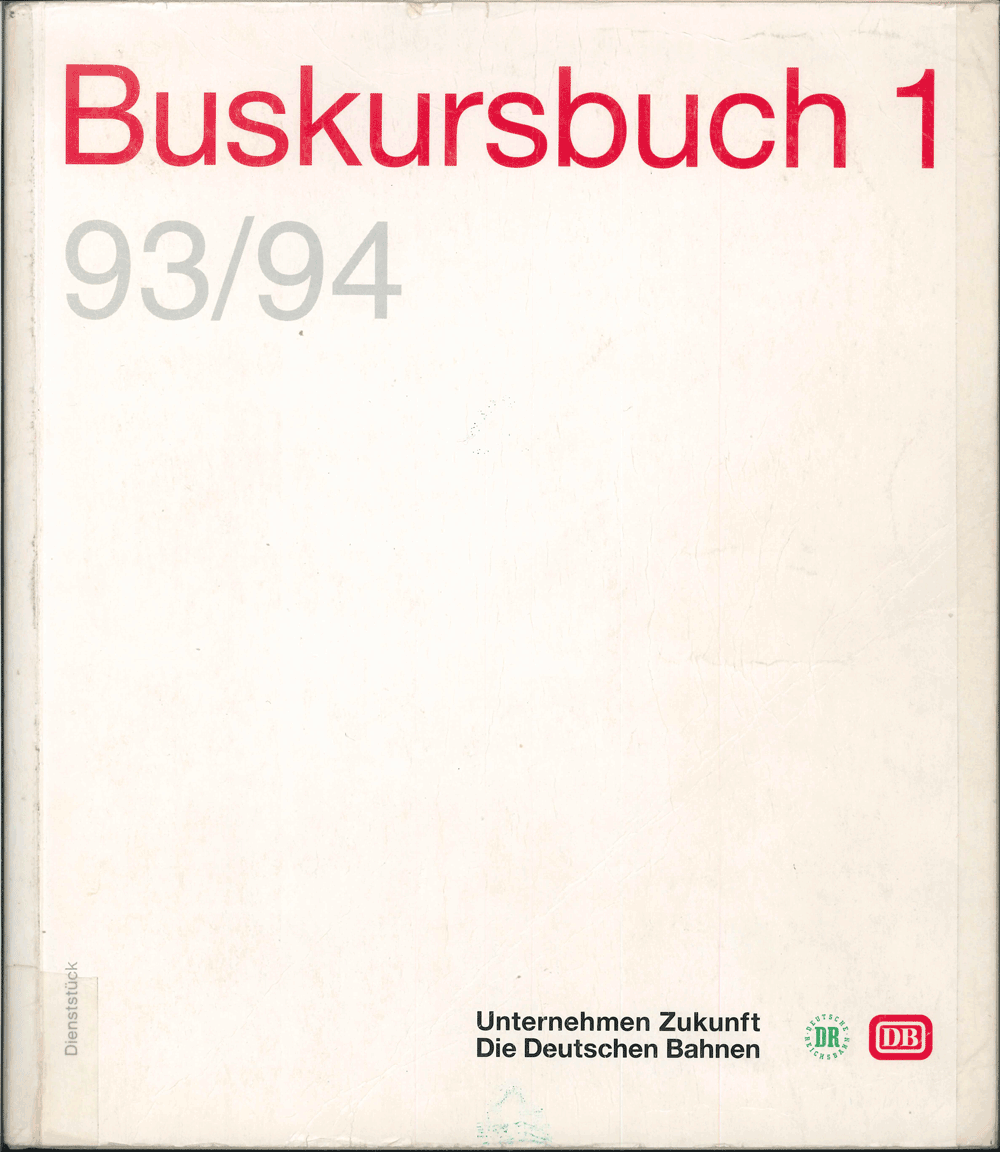
Titel des Bandes 1 von 3 des Buskursbuches (Gesamtausgabe) der Deutschen Bundesbahn für das Fahrplanjahr 93/94; letzte Ausgabe

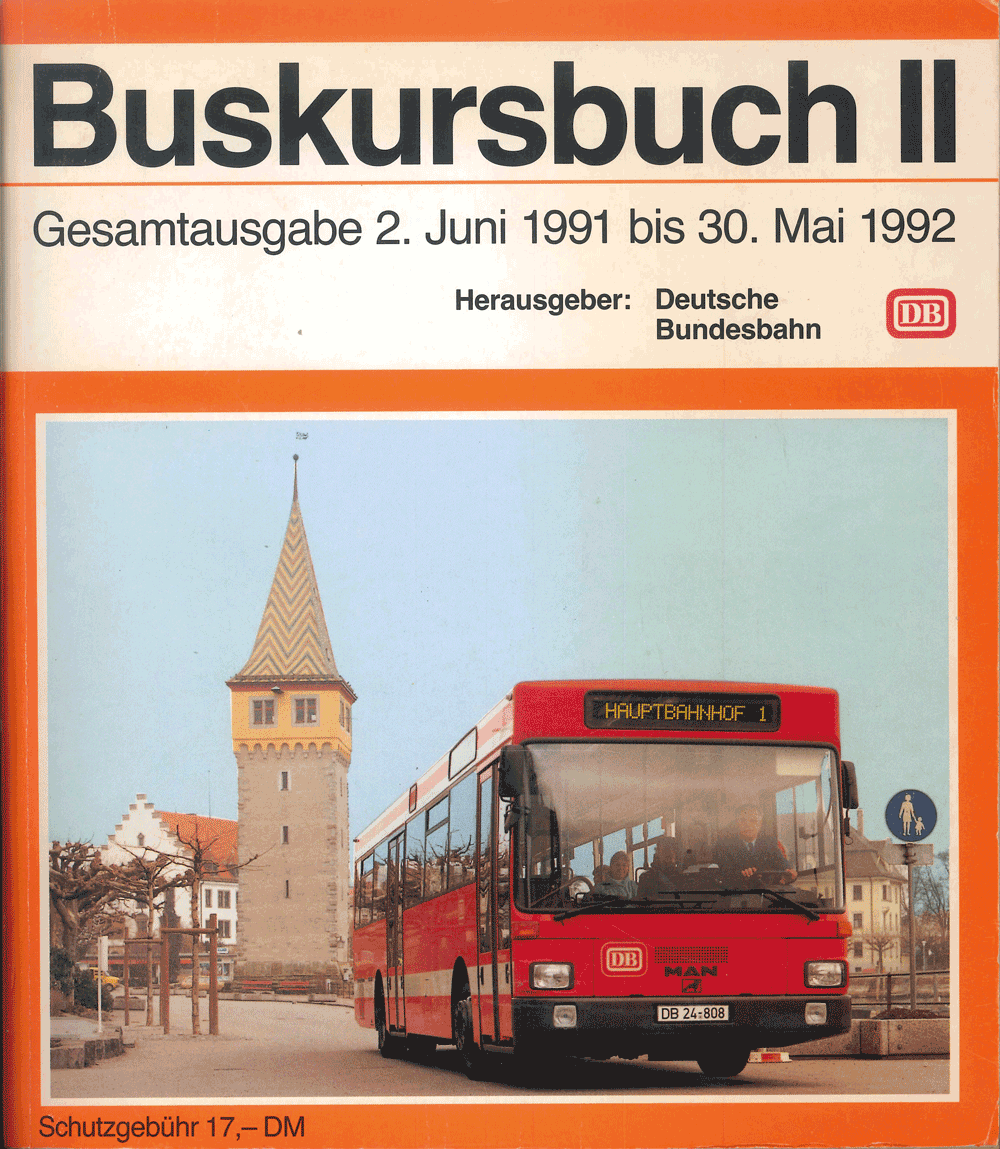
Titel des Buskursbuches Band II der Deutschen Bundesbahn 91/92

Bis zum Fahrplanjahr 1993/1994 wurden für den Bereich der Deutschen Bundesbahn die Post- und Bahnbusfahrpläne und später die Fahrpläne der regionalen Omnibusverkehrsgesellschaften der DB im sogenannten Buskursbuch (früher Amtliches Omnibuskursbuch) herausgegeben. Zuerst in einem Band, dann in zwei und in den letzten drei Ausgabejahren als dreibändiges Werk. Eine zweiteilige Übersichtskarte Die Bahn – Der Bus enthielt für die gesamte damalige Bundesrepublik eine Übersicht der Buslinien, deren Fahrpläne im Buskursbuch veröffentlicht waren. Später erfolgte die Veröffentlichung der Fahrplantabellen in den sogenannten Regionalkursbüchern. Die Systematik der Nummerierung folgte im Buskursbuch der des Kursbuches (Schiene); wobei die Bustabellen mit einer vierstelligen Nummer versehen waren (z. B. 7443 für die von der KBS 740 abzweigende Strecke Spaichingen–Gosheim–Egesheim). Noch heute verwenden einige regionale Busgesellschaften der DB die Kursbuchstreckennummern bei der Erstellung ihrer Tabellen. Viele Strecken werden aber auch mit den Nummern der entsprechenden Verbundfahrpläne gekennzeichnet. Letztmals wurde im Fahrplanjahr 2002 in Bayern ein umfassendes separates Buskursbuch aufgelegt, das zusammen mit der Regionalausgabe „H“ und dem Fernverkehrsteil verkauft wurde.
In der DDR gab es, bedingt durch die Zuständigkeit der Kraftverkehrsbetriebe für den überörtlichen Busverkehr, weder Verweise im Kursbuch auf Busanschlüsse noch ein Gesamtbuskursbuch. Die Kraftverkehrsbetriebe der Bezirke gaben eigene Fahrplanbücher in der Regel im klassischen Kursbuchsatz mit eigenen Fahrplantabellennummern heraus. Diesen in der Regel dreistelligen Nummern war der erste Buchstabe des jeweiligen Kraftfahrzeugkennzeichens vorgestellt, beispielsweise S-107 für die Linie Leipzig–Zwenkau. Fahrplantabellen von Eisenbahnstrecken, auf denen im Rahmen des Verkehrsträgerwechsels der Reiseverkehr eingestellt wurden, wurden in den DR-Kursbüchern nicht veröffentlicht, betroffene Reisende mussten sich beim übernehmenden Kraftverkehrsbetrieb informieren. Einzige bekannte Ausnahmen sind die Altmarkstrecken 754 Stendal–Klein Rossau und 759 Salzwedel–Kalbe (Milde), die nach Einstellung des Reiseverkehrs noch jahrelang als Buslinie unter der alten Nummer im Kursbuch erschienen.
Heutzutage sind die regionalen Bustabellen auch in den Orts- oder Kreisfahrplänen und in den Verbundfahrplänen ersichtlich. Online, beispielsweise unter www.bahn.de können sie ebenfalls abgerufen werden. Dort bieten die regionalen Busgesellschaften der DB die Kursbuchtabellen als PDF zum Download an.

### Postkursbuch

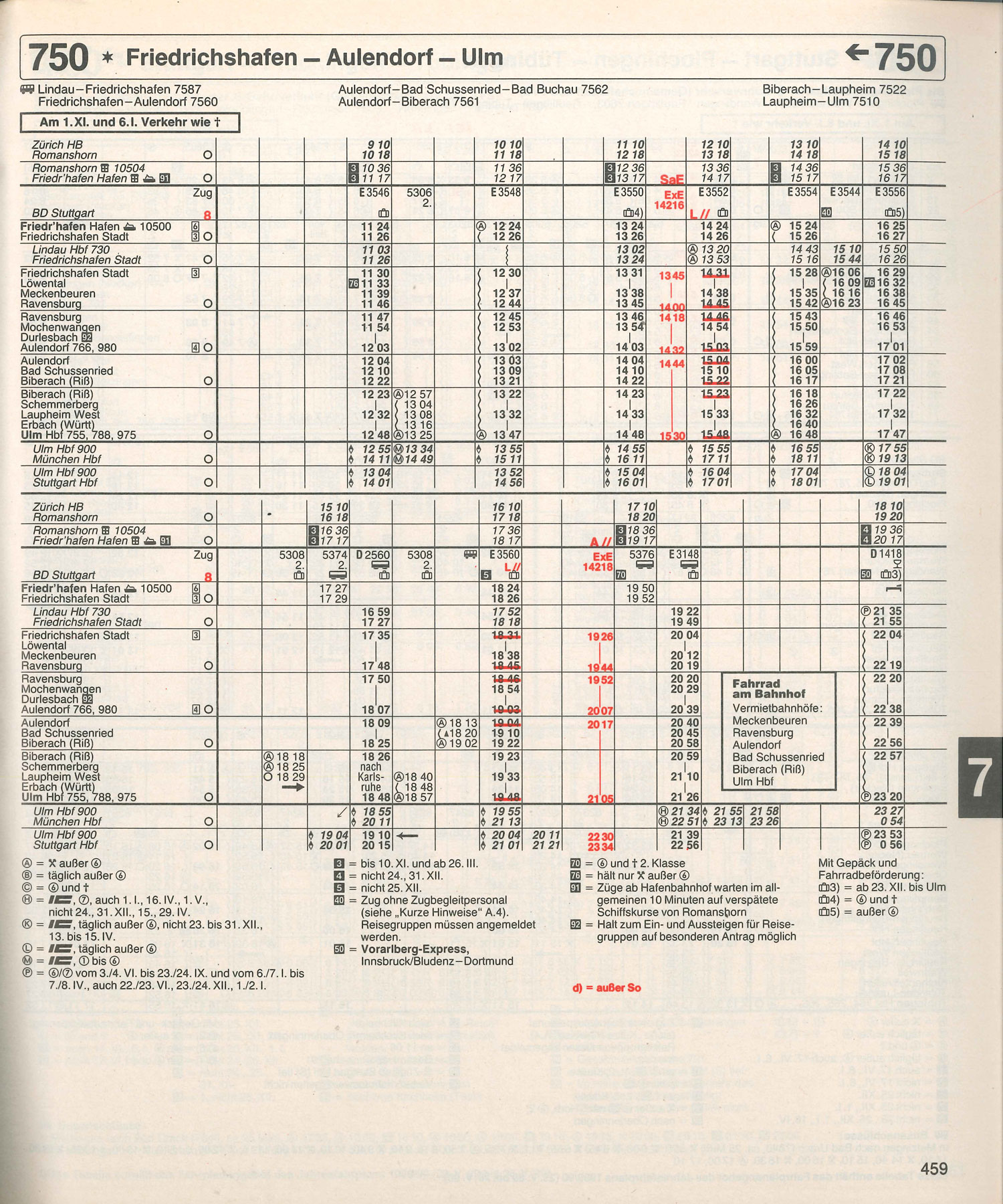
Beispielseite aus dem Postkursbuch 1989 mit zusätzlich verkehrenden Postzügen oder im regelmäßigen Angebot als „Ladeschaffnerbahnpost“ (rot) auf der KBS 750

Bis zur Einstellung des Bahnpostverkehrs im Jahr 1997 gab es, basierend auf dem Bahnkursbuch, ein spezielles Postkursbuch. In diesem war der „ganz normale“ Bahnfahrplan enthalten, sofern auf der Strecke Züge mit Bahnpostwagen verkehrten. Es waren in roter Farbe und mit besonderen Symbolen spezielle Post(güter)züge eingetragen. Dies erfolgte handschriftlich; das nebenstehende Beispiel zeigt ein späteres Fahrplanjahr. Es konnte durch eine markierte Zeit in den Fahrplantabellen festgestellt werden, ob und wann Postverladung in einen Bahnpostwagen stattfand, der einem planmäßigen Zug beigestellt war. Herausgegeben wurden die Druckwerke in gelbem Umschlag vom Bundesministerium für das Post- und Fernmeldewesen. Die Postkursbücher waren nicht nur für den internen Gebrauch vorgesehen, sondern konnten auch von interessierten Kunden für 5,00 DM Schutzgebühr bei allen Postämtern erworben werden (Stand 1993/94; Auszug aus dem Postkursbuch I). Die Postkursbücher II und III enthielten die Fahrpläne für die Postbeförderung auf Straßen. Gedruckt wurden sie in der Bundesdruckerei Berlin.

### Kursbuch Ausland
Die Deutsche Bahn gab bis Ende 2001 ein eigenes Auslandkursbuch (ab 1995 Kursbuch Ausland) heraus. Dies umfasste neben den Fernverbindungen in das Ausland der Gesamtausgabe (Tabellen A1 bis H7) für jedes Land Fern- und Regionalverbindungen. Die Fahrplantabellen hatten fünfstellige Nummern mit einer „2“ am Anfang. Die Ländersortierung orientierte sich an den Auslandstabellen A1 bis H7, beginnend mit der Tabelle A1 Niebüll–Tondern, und wurde für die Nachbarländer nach folgendem Raster fortgeführt: A – Skandinavien, B – Polen mit Leningrad und Moskau, C – Tschechoslowakei, D – Österreich (mit Anschlüssen von Wien nach Polen), die Balkanländer und zur italienischen Adriaküste, E – Schweiz, Italien, F – Frankreich, Luxemburg, G – Belgien, Paris und London, H – Niederlande und London.
Nicht aufgeführt waren die Fahrpläne in und mit der damaligen DDR (welche jedoch in der Inlands-Gesamtausgabe ebenso mit einem Auszug enthalten waren wie alle Transitzüge nach Berlin) und Züge in die GUS. Diese wurden erst ab Mitte der 1990er Jahre aufgenommen.
Ab dem Fahrplanjahr 2002 ging das Kursbuch Ausland in einer Lizenzausgabe (Thomas Cook international Timetable) auf.
Als Kursbuch Europa war es bis 2009 auch bei der Bahn erhältlich und wurde 2013 mit dem Ende von Thomas Cook eingestellt.

## Trivia
Der Dichter Eugen Roth hat das Wesen des Kursbuches in einem Werk beschrieben.
Der Humorist Loriot spielte in seinem Fernsehsketch Literaturkritik einen Journalisten, der „mit der Geziertheit des intellektuellen Fernsehschaffenden“ das Kursbuch bespricht wie ein Werk der gehobenen Literatur.
Im Spielfilm Zugvögel … Einmal nach Inari wird eine fiktive „Weltmeisterschaft im Kursbuchlesen“ thematisiert.
Das erste durch einen Privatverlag herausgegebene Kursbuch war der „Rote Koenig“ von Albert Koenig (Guben).